# مارسيل سيلفا كاردوسو
مارسيل سيلفا كاردوسو (31 مايو 1983 في البرازيل - ) هو لاعب كرة قدم برازيلي في مركز الدفاع. لعب مع أتلتيكو مينييرو ونادي سي آر بي ونادي فيلا نوفا ونادي أوبيرابا الرياضي ونادي اتلتيكو سوروكابا وأمريكا دي ناتال ‏ وفيلا نوفا أتليتيكو ‏.

## وصلات خارجية
- مارسيل سيلفا كاردوسو على موقع قاعدة بيانات كرة القدم.إي يو (الإنجليزية)